# Eidechsenburg

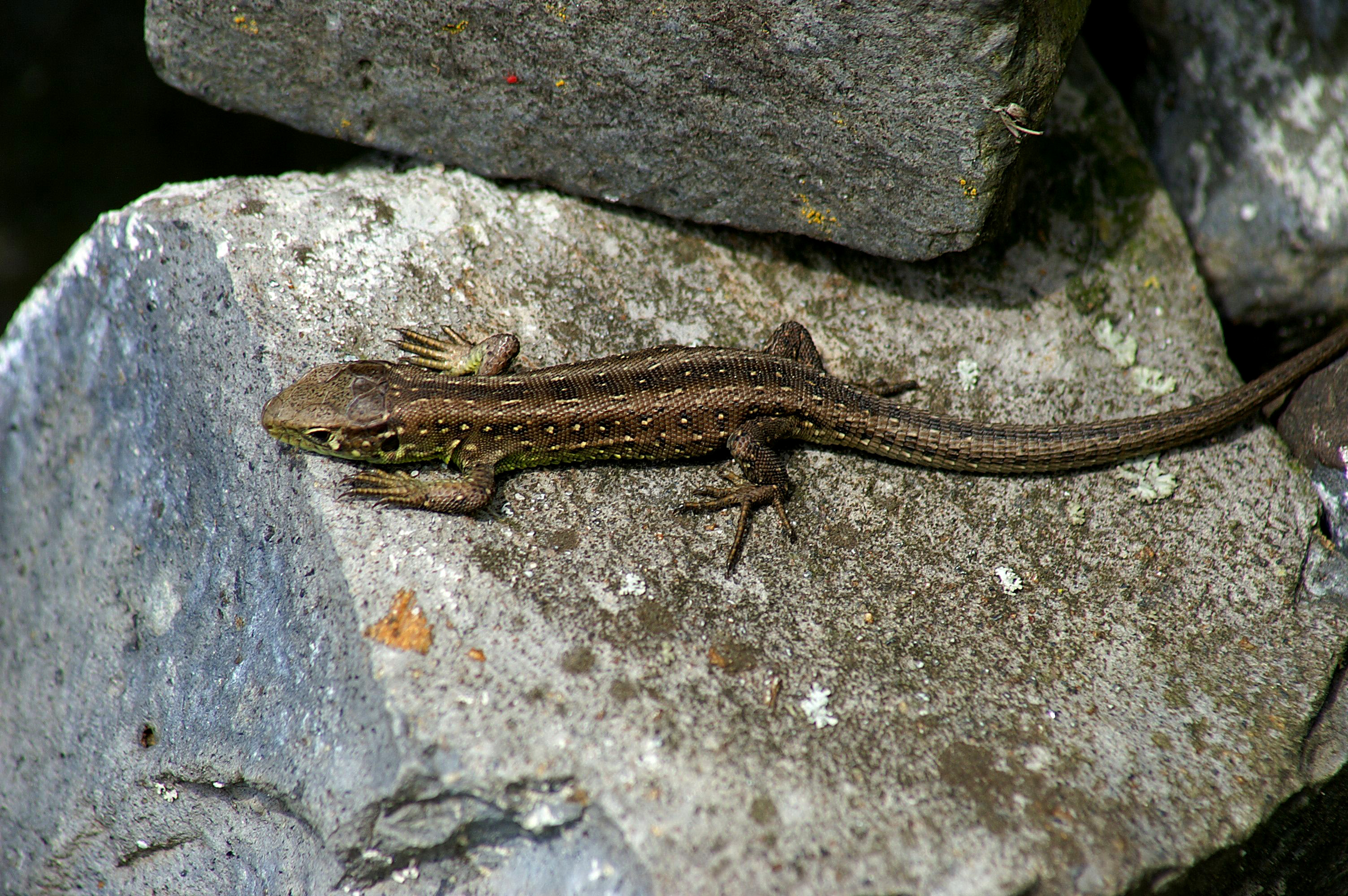
Zauneidechse in einer Eidechsenburg

Die Eidechsenburg, auch Reptilienburg, bezeichnet einen künstlich angelegten Lebens- und Nestbereich für wechselwarme Tiere, der neben Sonnenplätzen und Versteckmöglichkeiten auch geschützte, trockene und frostfreie Räume für die Überwinterung bietet. Die Burg besteht aus im Erdreich eingegrabenen Steinen und Totholz sowie einem oberirdischen Teil, der oft ein Steinhaufen ist und bei Bedarf weitere Elemente enthält.

## Anlegen einer Eidechsenburg
Als Standort sollte nach Möglichkeit ein vollsonniger Platz genutzt werden.
Nach dem Ausheben einer mindestens 1 Quadratmeter großen und etwa 70 bis 80 cm tiefen Grube wird eine 10–15 cm starke Drainageschicht aus Schotter, Kies oder Tonscherben eingebracht. Anschließend wird die Grube mit Steinen, Totholz und einem Sand-Lehm-Gemisch wieder aufgefüllt. Nach dem Auffüllen wird ein oberirdischer Haufen aus losen Steinen aufgebracht und ggf. seitlich mit ungewaschenem Sand angeböscht. Beim Aufbau des Steinhaufens sollten ausreichend Hohlräume und Nischen als Versteck- und Rückzugsorte entstehen. Durch das Einbringen von feinerem Material wie Sand und Kies wird zudem verhindert, dass der Wind ungehindert durch den Haufen blasen kann. Als oberer Abschluss können größere, flache Steine gewählt werden, um die Eidechsenburg zumindest stellenweise vor dem Eintritt von Regenwasser zu schützen.
Zusätzliche einzelne Totholzelemente auf der Eidechsenburg bieten den Tieren am Morgen, wenn die Steine noch kalt sind, einen Platz, um sich aufzuwärmen. Die Eidechsenburg kann mit insektenfreundlichen Pflanzen bepflanzt werden, jedoch sollte die Stein- oder Sandoberfläche größtenteils dauerhaft offen und unbewachsen bleiben.
Als Ergänzung zur Eidechsenburg können im Umfeld Teiche angelegt werden, um für ein reiches Insektenangebot zu sorgen. Im Umfeld sollte zudem ein artenreiches Blütenangebot heimischer Wildpflanzen geschaffen werden.

## Ansprüche einzelner Eidechsenarten
Obwohl die oben beschriebene Eidechsenburg häufig angenommen wird, kann der Erfolg durch Anpassungen an die speziellen Bedürfnisse der vor Ort vorkommenden Eidechsenart verbessert werden.

### Waldeidechse

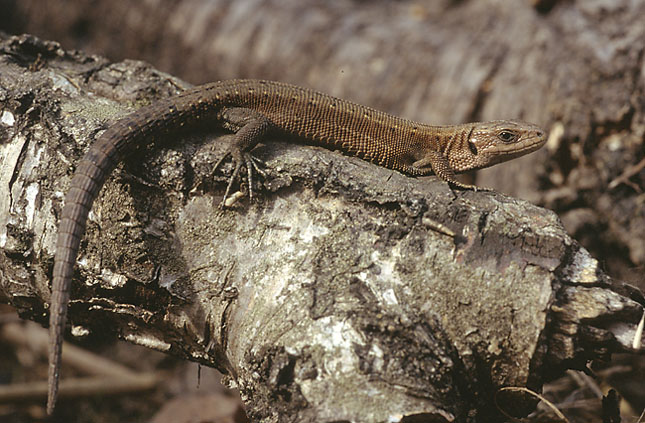
Waldeidechse auf Totholz

Die Waldeidechse benötigt einen halbschattigen, aber dafür feuchteren Standort, jedoch wird auch hier auf eine gute Drainage der ausgehobenen Grube geachtet. Anstelle des Sand-Lehm-Gemisches kann die Grube für die Waldeidechse mit einer Sand-Humus-Mischung befüllt werden, um einen Waldboden nachzuempfinden.
Statt des Steinhaufens kann ein bis zu einem Meter hoher Totholzhaufen aus Ästen und Stammabschnitten gebaut werden. Im Umfeld werden bodenbedeckende Waldpflanzen wie Farne oder Gräser gepflanzt.

### Zauneidechse
Die Zauneidechse bevorzugt einen vollsonnigen und trockenen Standort. Anstelle des Steinhaufens wird hier ebenfalls ein bis zu einem Meter hoher Totholzhaufen aus Ästen und Stammabschnitten gebaut, der jedoch im unteren Bereich um einen Rand aus locker aufgeschichteten Steinen ergänzt wird.
Südlich der Zauneidechsenburg bietet eine offene Sandfläche mit einer Tiefe von etwa 30 cm Platz für die Eiablage. Diese Fläche sollte mindestens einen halben Quadratmeter groß und teilweise mit flachen Steinplatten abgedeckt sein.

### Mauereidechse

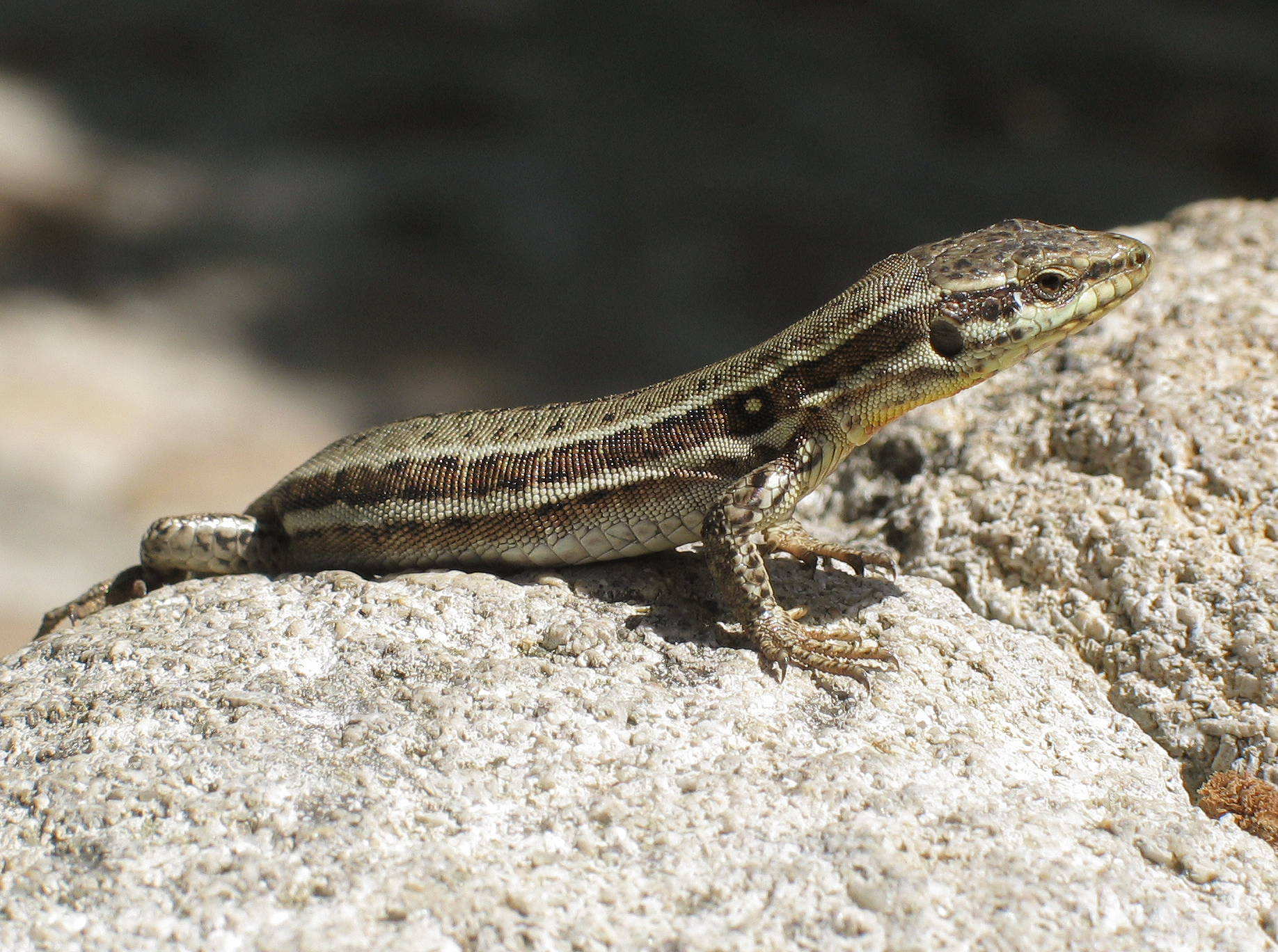
Mauereidechse

Die Mauereidechse bevorzugt anstelle des Steinhaufens eine mindestens 50 cm hohe Trockenmauer aus Naturstein, Klinker oder gestapelten Dachziegeln, die eine Vielzahl vertikaler Strukturen, Öffnungen und Ritzen aufweist. Auf und neben der Mauer sollten besonnte Totholzelemente integriert werden. Die Mauer kann mit Sedum, Kräutern, Gräsern oder Stauden bepflanzt werden.